# Sant'Antonio Abate
Sant'Antonio Abate est une commune italienne de la ville métropolitaine de Naples, dans la région Campanie.

## Administration
| Période                                  | Période | Identité | Étiquette | Qualité |
| ---------------------------------------- | ------- | -------- | --------- | ------- |
|                                          |         |          |           |         |
| Les données manquantes sont à compléter. |         |          |           |         |

### Communes limitrophes
Angri, Gragnano, Lettere, Pompei, Santa Maria la Carità, Scafati.

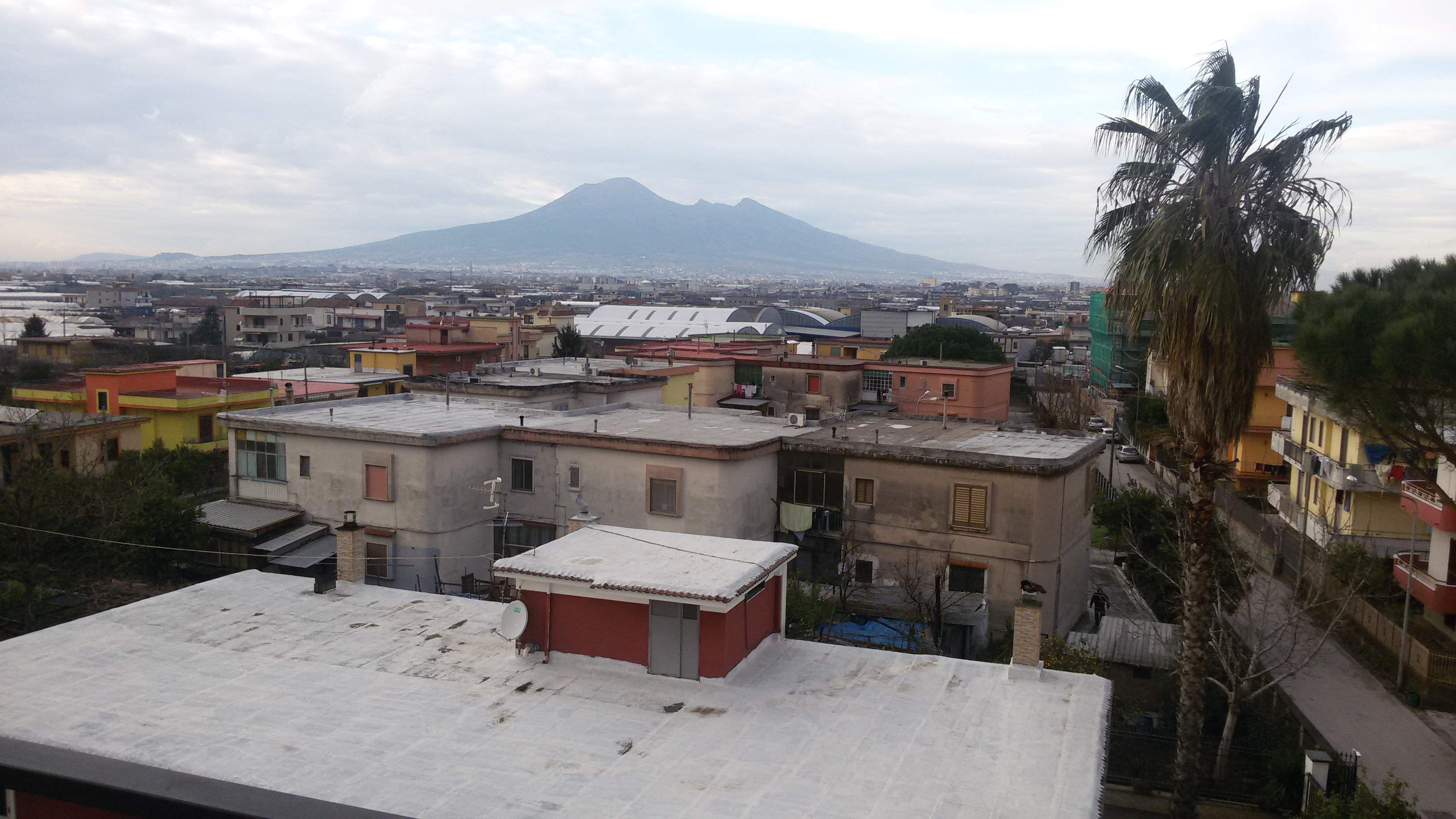
Panorama de Sant'Antonio Abate avec le Vésuve en arrière-plan. Licence d'utilisation Copyright Emmanuele Fattoruso 2015.